# أرسكين جونسون
أرسكين جونسون (بالإنجليزية: Erskine Johnson)‏ هو مقدم برامج إذاعية وصحفي أمريكي، ولد في 14 ديسمبر 1910 في ويسكونسن في الولايات المتحدة، وتوفي في 14 يونيو 1984 في أورانج في الولايات المتحدة.

## وصلات خارجية
- أرسكين جونسون على موقع IMDb (الإنجليزية)
- أرسكين جونسون على موقع قاعدة بيانات الفيلم (الإنجليزية)